# Darechok
Darechok (nep. दारेचोक) – gaun wikas samiti w środkowej części Nepalu w strefie Narajani w dystrykcie Chitwan. Według nepalskiego spisu powszechnego z 2001 roku liczył on 1648 gospodarstw domowych i 9109 mieszkańców (4319 kobiet i 4790 mężczyzn).